# Flickan från Paradiset
Flickan från Paradiset är en svensk dramafilm från 1924 i regi av Theodor Berthels. 

## Om filmen
Filmen premiärvisades 15 september 1924 på biograf Palladium i Malmö. Den spelades in i en ateljé i kvarteret Harpan på Linnégatan i Stockholm av Adrian Bjurman. Theodor Berthels gjorde här sin debut som filmregissör.

## Rollista i urval
- Mathias Taube – Torkel Gudmundson
- Hilda Borgström – Märta, hans hustru
- Jessie Wessel – Hildur, deras dotter
- Gösta Nohre – Ragnar, äldste sonen
- Åke West – Börje, yngste sonen
- Fridolf Rhudin – Måns Persson
- Carl Ström – ingenjör Ruterberg
- Uno Henning – John Wiksjö
- Wictor Hagman – Harry Karlsson, bondfångare
- Ingeborg Olsen – Gudrun, Ragnars käresta
- Gösta Hillberg – detektiv
- Nils Andersson – detektiv
- Thure Jarl – detektiv